# Иво Вејвода
Иво Вејвода (Карловац, 13. новембар 1911 — Београд, 1. децембар 1991) био је учесник Шпанског грађанског рата и Народноослободилачке борбе и друштвено-политички радник и амбасадор СФР Југославије.

## Биографија
Рођен је 13. новембра 1911. у Карловцу, од оца Ивана Вејводе, Чеха, и мајке Штефаније, рођене Крзнарић. После завршене основне школе и гимназије, 1930. отишао је у Праг, где је студирао архитектуру. Као прашки студент и власник чехословачког пасоша, по партијском задатку додељен је као курир Мустафи Голубићу, сараднику Коминтерне. Након повратка у Југославију, постаје члан Комунистичке партије Југославије (КПЈ) 1933, а због револуционарног рада је више пута био хапшен и прогањан.
Заједно са групом југословенских студената, међу којима су били: Ратко Павловић Ћићко, Бранко Крсмановић, Вељко Влаховић, Лазар Удовички, Мирко Ковачевић, Марко Спахић, Иван Турк, Лазар Латиновић, Ахмет Фетахагић и други, јануара 1937. отишао је у Шпанију где се у редовима Интернационалних бригада борио за одбрану Шпанске републике и против фашизма.
Фебруара 1939, после пада Барселоне и пораза Шпанске републике, заједно са другим борцима Интернационалних бригада, одлази у Француску. Током боравка у Француској налазио се у концентрационим логорима Сен Сипријен и Гирс. Крајем 1940, успео је да побегне из логора и врати се у Краљевину Југославију.
Учесник је Народноослободилачке борбе од 1941. године. Током рата био је на дужностима:
- политичког комесара Приморско-горанског партизанског одреда
- политичког комесара Групе приморско-горанских партизанских одреда
- политичког комесара Пете оперативне зоне
- шефа Пропагандног одељења Главног штаба НОВ и ПО Хрватске
- члана Пропагандног одељења ЗАВНО Хрватске

После ослобођења Југославије, налазио се на разним одговорним друштвено-политичким функцијама. Био је 
- први послератни директор и главни уредник Танјуга (1944—1947);
- амбасадор ФНРЈ у Бразилу (1952—1955)
- амбасадор ФНРЈ у Чехословачкој (1955—1956)
- амбасадор ФНРЈ у Уједињеном Краљевству (1956—1960)
- амбасадор ФНРЈ/СФРЈ у Италији (1962—1967)
- амбасадор СФРЈ у Француској (1967—1971) и
- помоћник Државног секретара за иностране послове
- члан Савета федерације и др.

Имао је чин пуковника ЈНА у резерви, а повремено се бавио и новинарско-публицистичким радом.
Преминуо је 1. децембра 1991. у Београду, а сахрањен је у Алеји заслужних грађана на београдском Новом гробљу.
Носилац је Партизанске споменице 1941. и других југословенских одликовања, међу којима су — Орден братства и јединства са златним венцем, Орден партизанске звезде са сребрним венцем и Орден заслуга за народ са сребрним зрацима.

## Породица
Његова прва супруга била је Чехиња Вера Вејвода (Věra Vejvoda; 1915—1941), с којом се упознао у Прагу, током студија. Такође је била учесница Шпанског грађанског рата и Народноослободилачке борбе, а погинула је 20. октобра 1941. у борби с Италијанима у Горском котару. Са њом је имао сина Марјана Вејводу. После рата у другом браку са супругом Олгом, добио је синове — Ивана Вејводу (1949), који је политиколог, интелектуалац и утицајна личност невладиног сектора у Србији, Горана Вејводу (1956) који је познати музичар и живи у Паризу и Срђана Вејводу (1952), који је фотограф и живи у САД.
Његова рођена сестра Вера Вејвода (Карловац, 1917—2002) такође је била учесница Народноослободилачког рата (НОР), а након рата завршила је археологију и прошла све нивое у Археолошком музеју у Загребу, од библиотекарке и приправника до в.д. директора, да би на крају каријере била и саветник у Републичком Комитету за просвету, културу и физичку културу у Загребу (што би данас било Министарство културе).